# Skrill
Skrill (bis 2010 Moneybookers) ist ein Zahlungsdienstleister mit Sitz in London. Der Dienst ermöglicht das Bezahlen über das Internet. Skrill ist ein britisch reguliertes E-Geld-Institut und seit 2015 Teil der börsennotierten Paysafe-Gruppe.

## Hintergrund
Die Skrill Group, zu der Skrill, Paysafecard, Payolution und Ukash zählen, ist in nahezu 200 Ländern tätig. Pro Jahr bearbeitet Skrill über 150 Millionen Online-Transaktionen mit einem Gesamtvolumen von annähernd 13 Milliarden Euro. Skrill steht als E-Geld-Institut unter der Aufsicht durch die britische Regulierungsbehörde FSA.

## Firmengeschichte
Das Unternehmen wurde 2001 in London unter dem Namen Moneybookers gegründet und startete im April 2002 seinen Service. Im Februar 2003 erhielt Moneybookers die Lizenz als E-Geld-Institut und ist seitdem berechtigt, elektronisches Geld auszugeben. Im Mai 2005 wurde Nikolai Riesenkampff neuer Geschäftsführer von Moneybookers. Im März 2006 zählte das Unternehmen 1,6 Millionen Kunden.
Im März 2007 übernahm der Private-Equity-Investor Investcorp per Buy-out die Mehrheit von Moneybookers, wobei das Unternehmen mit 105 Millionen Euro bewertet wurde.
Im Sommer 2007 wurde der Vorstand von Moneybookers mit Martin Ott als Geschäftsführer erweitert. Ott ist seitdem für die Geschäftsbereiche E-Commerce, Marketing, Produktentwicklung und Service verantwortlich. Mit der Ernennung von Ralf Wenzel zum Chief Operating Officer (COO) im Dezember 2007 baute Moneybookers seine Vertriebsabteilung aus und setzt weiterhin verstärkt auf den Schwerpunkt E-Commerce.
Seit Juni 2012 ist Siegfried Heimgärtner der CEO von Skrill, zusammen mit dem bisherigen Co-CEO Nikolai Riesenkampff als Executive Director.
Im Juli 2012 wurde die Übernahme der österreichischen Paysafecard-Gruppe angekündigt, die im Februar 2013 abgeschlossen wurde.
Im August 2013 kündigte Investcorp den Verkauf von Skrill für 600 Millionen Euro an den Private-Equity-Investor CVC Capital Partners an.
Im August 2015 wurde die Skrill Group zu 100 % von der Optimal Payments Group übernommen, welche sich ihrerseits im November 2015 in Paysafe Group umbenannte.

## Funktionsweise
Es handelte sich ursprünglich um ein Prepaid-System, was bedeutet, dass der Kunde erst Geld einzahlen musste, um Zahlungen vornehmen zu können. Mittlerweile sind aber auch Online-Zahlungen ohne vorheriges Aufladen des eigenen Skrill-Kontos möglich.
Der Empfänger einer derartigen Zahlung muss selbst zunächst nicht über ein Konto bei Skrill verfügen. Ein nicht angemeldeter Empfänger erhält eine Nachricht von Skrill über einen Zahlungseingang und wird in der Mail aufgefordert, sich über die Website von Skrill ein Konto anzulegen. Ist das Konto angelegt, kann der neue Kunde über das empfangene Geld verfügen. Das Erstellen eines Accounts sowie das Empfangen von Geld ist für Endnutzer kostenfrei. Alles Weitere kostet Gebühren.
Der Service ist in 40 verschiedenen Währungen verfügbar. Der Kunde legt sich beim Anmelden auf eine Kontowährung fest, die für dieses Konto nach getätigter Einzahlung nicht mehr geändert werden kann. Kunden mit Premium-Mitgliedschaft haben die Möglichkeit, mehrere Konten in verschiedenen Währungen zu führen.
Zahlungsaufträge können nicht mehr storniert werden, sobald eine Transaktion durchgeführt wurde. Kunden können nach erfolgter Verifizierung standardmäßig maximal 10.000 Euro pro Transaktion versenden, dieses Limit aber auf Wunsch auch entfernen lassen. Die Bezahlung erfolgt unter Angabe des Betrages und der E-Mail-Adresse, mit der der Kunde sein Skrill-Konto führt, daher erfolgt beim Kauf von digitalen Gütern ohne Versandadresse die Bezahlung gegenüber dem Händler ohne Preisgabe weiterer personenbezogener Daten.
Skrill stellt für Händler eine HTML-Code-basierte HTTPS-Schnittstelle und API zur Verfügung; die Installation spezieller Software ist nicht notwendig. Für Privatkunden gibt es diverse Bannertools. Skrill hat sich speziell auf dem alternativen Auktionsmarkt abseits von eBay und als Zahlsystem mit Escrow-Service im Netz etabliert.
Kunden haben die Möglichkeit, von Skrill eine PrePaid-Mastercard zu bestellen, die mit ihrem Konto verknüpft ist. Die Karte ist in den Währungen USD, EUR, PLN und GBP verfügbar und ermöglicht den Kunden den direkten Zugriff auf ihr Online-Guthaben.
Verifizierten Kunden wird ein Sicherheitstoken angeboten. Nach Aktivierung des Tokens ist die Eingabe dieses individuell generierten PINs nötig, um auf das Skrill-Konto zuzugreifen. Konten mit aktiviertem Sicherheitstoken wird im Falle des Missbrauchs ihres Kontos eine Rückerstattung des Guthabens versprochen.

### Zahlungssicherheit beim Verkauf für Händler
Registrierte Händler haben die Möglichkeit, sich gegen Betrug durch eine kostenpflichtige Versicherung zu schützen.

## Entgelte/Gebühren
Die Anmeldung ist kostenlos. Bei „Inaktivität“ fällt für Verbraucherkonten, die Guthaben aufweisen, eine Bereitstellungsgebühr von 3 Euro pro Monat an. Ein Benutzer gilt als inaktiv, wenn er sich während der letzten 12 Monate nicht in sein Skrill-Konto eingeloggt oder eine Transaktion vorgenommen hat. Hat man sein Skrill-Konto als Zahlungsempfangskonto (beispielsweise bei einem Internetauktionshaus) registriert, so wird es als Händlerkonto gewertet, das seit 2012 ebenfalls mit einer Bereitstellungsgebühr belastet wird. Der Empfang von Geld ist für private Nutzer gebührenfrei. Wird Geld an einen anderen Teilnehmer gesendet, so zahlt der Sender zusätzlich ein Entgelt in Höhe von 1,9 %, maximal 20 EUR. Zudem fallen Entgelte bei einem Währungswechsel, einer Auszahlung auf ein Bankkonto oder eine Kreditkarte oder bei Scheckausstellung an.
Kunden mit hohem Transfervolumen wird eine kostenfreie Premium-Mitgliedschaft, „Skrill VIP“, angeboten. Die Vergünstigungen sowie zusätzliche Angebote ähneln dabei denen der Schwesterfirma Neteller.
Für gewerbliche Nutzer fällt abhängig vom monatlichen Transfervolumen pro Empfangsvorgang ein prozentuales Entgelt an. Vom Händler ausgelöste Gutschriften oder Rückerstattungen sind ebenfalls kostenpflichtig.

## Kritik
Ende 2017 stand Skrill mit anderen Zahlungsdienstleistern in der Kritik, dass zu viele Verbraucherdaten gesammelt würden, ohne die Kunden ausreichend darüber zu informieren. Des Weiteren seien die Datenschutzerklärungen der Dienstleister oft nur schwer verständlich.